# Santé mentale en Côte d'Ivoire
Pour un article plus général, voir Santé mentale.

L'étoile de vie, désignant la santé générale.

La santé mentale en Côte d'Ivoire est influencée par une multitude de facteurs individuels et collectifs. Ces facteurs incluent des éléments génétiques, la capacité de gestion des émotions, ainsi que les conditions de vie. Environ 60% de l'état de santé général des individus est déterminé par leur environnement socio-économique et sociétal. À l'instar de la santé physique, la santé mentale est affectée par de nombreux facteurs externes et internes à l'individu. Le revenu, le logement, l'emploi, les dettes, la vie sociale, ainsi que l'environnement urbain et les politiques sociales et économiques d'une communauté, jouent un rôle crucial dans le bien-être social et la santé mentale, tant au niveau individuel que collectif. Une politique publique visant à lutter contre les discriminations, les inégalités socio-économiques et l’exclusion est donc fondamentale pour promouvoir la santé mentale,,,.
La santé mentale  peut être affectée par divers troubles, tels que la dépression, les troubles anxieux, les troubles bipolaires ou la schizophrénie. Une liste des troubles mentaux et leur description sont disponibles dans le Manuel diagnostique et statistique des troubles mentaux de l'Association américaine de psychiatrie, ainsi que dans la Classification internationale des maladies de l'OMS.

## Analyse de la situation de la santé mentale en Côte d'Ivoire
La santé mentale reste un problème majeur en Côte d'Ivoire, touchant principalement les adolescents et les jeunes adultes. Selon l'Organisation mondiale de la santé (OMS), environ 10 à 20 % des adolescents dans le monde sont confrontés à des problèmes de santé mentale. Bien que les données spécifiques pour la Côte d'Ivoire ne soient pas disponibles, le pays présente des signes préoccupants. La Côte d'Ivoire enregistre le troisième taux le plus élevé de suicides en Afrique, avec 23 cas par an. En 2023, 101 cas de suicide ont été confirmés parmi les 24 000 décès enregistrés, touchant principalement les jeunes âgés de 20 à 29 ans, dont 37,6 % étaient dus à des troubles mentaux.
Ce problème reste largement tabou en Côte d'Ivoire, malgré les statistiques alarmantes. Le pays se classe au trentième rang mondial et au troisième rang africain pour le taux de suicide. Les troubles mentaux chez les jeunes sont souvent exacerbés par des problèmes familiaux et sociaux, et il n'existe pas de stratégie nationale de prévention de la santé mentale,.
Le Programme National de la Santé Mentale (PNSM) en Côte d'Ivoire a révélé que plus de 60 000 personnes souffrent de maladies mentales, lors de la 31ᵉ journée mondiale de la santé mentale, célébrée le 10 octobre 2023 à Cocody. Le thème de cette rencontre était « Dialogue et engagement citoyen en faveur de la santé mentale en Côte d'Ivoire ». L'événement visait à mobiliser les autorités, les communautés et les partenaires pour faire de la santé mentale une priorité nationale. En parallèle, près de 90 000 patients se trouvent dans des camps de prières. Le Ministère de la Santé ivoirien promeut également la santé mentale à tous les âges.

### Impacts
Les problèmes de santé mentale ont des conséquences importantes sur le bien-être général, le développement et le fonctionnement quotidien des jeunes. En Côte d'Ivoire, certains jeunes adoptent des comportements à risque tels que l'alcoolisme (35,73 %), la toxicomanie (37,4 %), des pratiques sexuelles dangereuses ou la délinquance pour échapper à leur douleur émotionnelle. Ces comportements peuvent entraîner des conséquences négatives à long terme et des dommages potentiels durables.
Le phénomène du cocktail transformé en produit nocif, qui affecte gravement la jeunesse ivoirienne, n'est pas officiellement classifié comme une drogue. Selon le commissaire de la Direction de la Police nationale chargé des stupéfiants et des drogues (DPSD), il s'agit d'un mélange élaboré par les consommateurs à partir d'un médicament obtenu illégalement, associé à de l'alcool ou de l'eau. Les jeunes utilisent notamment du tramadol dosé à 250 mg, un antidouleur généralement prescrit aux personnes en phase terminale, qu'ils mélangent à des boissons énergisantes alcoolisées.
Étant donné que le tramadol n'est pas officiellement considéré comme une drogue, les autorités se basent sur la loi 2017-541 qui régit le secteur pharmaceutique. Cette législation leur permet de poursuivre les trafiquants pour exercice illégal de fonctions pharmaceutiques.
Les stéréotypes liés à la santé mentale empêchent souvent le traitement adéquat des troubles, entravant le développement des aptitudes nécessaires à la vie quotidienne, la régulation émotionnelle et les mécanismes d'adaptation. Ces difficultés ont des effets néfastes durables sur la capacité des jeunes à faire face aux défis et aux transitions à venir,,.
Une étude réalisée par le Programme national de santé mentale (PNSM) a cartographié les centres de santé mentale non conventionnels en Côte d'Ivoire. Les résultats, présentés le 21 janvier 2021 lors d'un atelier de restitution à l'université Alassane Ouattara (UAO) de Bouaké, montrent qu'il existe 541 structures non conventionnelles spécialisées en santé mentale, comparées à seulement 35 établissements conventionnels. Parmi ces 541 structures, on compte 326 camps de prière chrétiens, 127 centres de guérison traditionnels, 29 centres roqya (centres ésotériques musulmans) et 59 centres de phytothérapie.

## Effets des Neurotoxiques sur la Santé Mentale
L'exposition à des neurotoxiques, inhalés, ingérés ou absorbés par la peau ou les muqueuses, peut entraîner de nombreux troubles et séquelles potentiellement irréversibles. Ces effets peuvent survenir in utero, durant l'enfance ou à l'âge adulte. Parmi les substances responsables, on trouve le plomb, le mercure, les pesticides, l'alcool et d'autres produits chimiques, qui peuvent parfois agir de manière synergique. Il est probable que la neurotoxicité de certaines molécules demeure encore méconnue.

## Facteurs Socio psychologiques
Le contexte socio psychologique joue un rôle essentiel dans l'apparition de divers troubles mentaux, dont la dépression susceptible de mener au suicide. Le stress et la souffrance liés au travail, à la recherche ou à la perte d'emploi, ainsi que le vieillissement dans la solitude, constituent des facteurs déterminants. De plus, les délinquances sexuelles, les troubles de la sexualité, et la non-reconnaissance sociale de certaines orientations sexuelles exacerbent ces problèmes,.
Les divers stress associés au VIH/SIDA, à la stérilité, à l'usage de drogues dures, à la précarité sociale, et à la désintégration familiale contribuent également à l'émergence de ces troubles. Les difficultés rencontrées par les jeunes en situation précaire, ainsi que les défis posés par l'immersion dans des mondes virtuels offerts par les jeux vidéo, représentent de nouveaux enjeux pour les professionnels de la santé mentale.
Le Service d’Addictologie et d’Hygiène Mentale (SAHM) de l’Institut National de Santé Publique (INSP) en Côte d'Ivoire est un service à vocation nationale qui sert de relais aux hôpitaux psychiatriques. Il prend en charge plus de 70 % des personnes atteintes de troubles mentaux suivies en ambulatoire à travers le pays. En tant que service d’addictologie, le SAHM traite également les personnes souffrant de troubles addictifs, notamment les addictions au tabac, à l’alcool, aux stupéfiants et aux médicaments. Le SAHM reçoit en moyenne 6 000 patients par an. La prise en charge des patients est assurée par une équipe pluridisciplinaire.

## Violences à l'égard des Femmes en  Côte d'Ivoire
Selon les estimations de l'Organisation Mondiale de la Santé, environ 35 % des femmes dans le monde déclarent avoir été victimes de violences physiques ou sexuelles de la part de leur partenaire intime ou d'autres individus au cours de leur vie. En Afrique, et plus spécifiquement en Côte d'Ivoire, il est difficile de fournir une estimation précise du nombre de femmes et de filles subissant de telles violences, mais les estimations varient entre 60 et 70 %.
Les violences physiques, telles que les violences conjugales, les féminicides, ainsi que les mariages précoces et forcés, sont particulièrement préoccupantes en Côte d'Ivoire. De même, les violences sexuelles, incluant le viol, le harcèlement, et les mutilations génitales féminines, atteignent des niveaux alarmants.
Parmi toutes ces formes de violence, les violences sexuelles se distinguent par leur impact dévastateur sur l'intégrité physique et psychologique des victimes, d'autant plus dans un contexte où les infections sexuellement transmissibles, notamment le VIH/SIDA, sont largement répandues.Un rapport publié le mardi 15 juin vise à documenter les violences subies par les filles et les femmes dans six communes d'Abidjan. Cette enquête, menée auprès d'un échantillon de 5 556 personnes, principalement des femmes, est la première à chiffrer les cas de féminicides dans le pays. Son objectif est de pallier le manque de données statistiques qui contribue à l'invisibilité de ces violences dans la société.
Réalisée et financée par l'organisation des Citoyennes pour la promotion et défense des droits des enfants, femmes et minorités (CPDEFM), une petite ONG fondée par la juriste Sylvia Apata, l'enquête documente cinq formes de violences : le mariage forcé, le viol, l'excision, la pédocriminalité et le féminicide,,.

## Décrochage scolaire
Le décrochage scolaire peut avoir plusieurs conséquences négatives sur la vie de l'élève. Parmi celles-ci, on note une réduction des chances d'obtenir ou d'exercer un emploi bien rémunéré à long terme. Les élèves décrocheurs sont également plus vulnérables à la consommation de substances nocives pour leur santé physique et mentale. De plus, ils sont davantage susceptibles de céder à diverses tentations et de rechercher des moyens de gains faciles, tels que les actes délictueux et la prostitution,.

## Pratique éducatives parentales
Les pratiques éducatives des parents jouent un rôle déterminant dans la formation de la personnalité et des comportements sociaux des enfants. En tant que vecteur de cohésion et de paix familiale dans un environnement protecteur pour les enfants, le Programme de protection des enfants et adolescents vulnérables (Ppeav) du ministère de la Femme, de la Famille et de l’Enfant (Mffe) a réuni les acteurs de l’éducation parentale. L'objectif de cette réunion était de discuter de l’élaboration d’un document national de référence visant à renforcer le soutien à la parentalité, car une communication efficace au sein des familles est essentielle pour prévenir l’errance des enfants.

### Enfants de Parents Autoritaires
Les enfants élevés par des parents autoritaires tendent à être anxieux et en retrait. Bien qu'ils puissent réussir à l'école et éviter la délinquance ou la consommation de drogues, ils peuvent percevoir le monde comme cruel et injuste, développant un sentiment de manque de contrôle sur leur environnement. Cette perception peut compliquer leur adaptation au monde adulte.

#### Enfants de Parents Permissifs
En revanche, les enfants élevés dans un environnement permissif ont du mal à intégrer les notions de bien et de mal. Ils montrent une tendance à se rebeller lorsque leurs désirs sont contrariés et manquent de persévérance dans les tâches difficiles.

### Enfants de Parents Démocratiques
Les enfants dont les parents adoptent un style éducatif démocratique développent une bonne estime de soi, sont socialement autonomes et montrent une maîtrise de soi.
le type de pratiques éducatives adoptées par les parents a une influence significative sur la personnalité et le comportement social de l'enfant .

## Santé mentale des jeunes
La santé mentale des jeunes en Côte d'Ivoire est une préoccupation urgente qui mérite une attention particulière. Comme dans de nombreux autres pays, les problèmes de santé mentale touchent une partie significative de la jeunesse ivoirienne, impactant leur développement global et leurs perspectives d'avenir.